# Lucy Beatrice Malleson
Lucy Beatrice Malleson (* 15. Februar 1899 in London; † 9. Dezember 1973 ebenda) war eine britische Autorin von Kriminalromanen, die sie unter verschiedenen Pseudonymen veröffentlichte, darunter Anthony Gilbert und Anne Meredith. Sie war eine Cousine des Schauspielers und Drehbuchautors Miles Malleson.

## Biografie
Als ihr Vater, ein Börsenmakler, seinen Job verlor, begann Lucy Malleson als Stenotypistin zu arbeiten. Nebenbei schrieb sie Gedichte und veröffentlichte 1925 ihren ersten Kriminalroman The Man Who Was London unter dem Pseudonym J Kilmeny Keith. Insgesamt schrieb sie im Lauf ihres Lebens mehr als 60 Krimis, die meisten als Anthony Gilbert.
Einige ihrer Bücher wurden verfilmt, zum Beispiel The Vanishing Corpse (1941) als They Met in the Dark (1943), The Mouse Who Wouldn’t Play Ball (1943) als Candles at Nine (1944) oder The Woman in Red (1941) als My Name Is Julia Ross (Mein Name ist Julia Ross, 1945).
Ihre Kurzgeschichten Door to a Different World (1970) und Fifty Years After (1973) waren für den Edgar Award nominiert.
2017 wurde Das Geheimnis der Grays wieder veröffentlicht, im Original als Portrait of a Murderer: a Christmas crime story 1933 unter dem Pseudonym Anne Meredith erschienen. Aufgrund des großen Erfolgs wurden auch Death in Fancy Dress (Anthony Gilbert, 1933) und die Autobiografie Three-a-Penny (Anne Meredith, 1940) neu aufgelegt.